# Oedemopsis hobartensis
Oedemopsis hobartensis är en stekelart som beskrevs av Turner 1919. Oedemopsis hobartensis ingår i släktet Oedemopsis och familjen brokparasitsteklar. Inga underarter finns listade i Catalogue of Life.